# Hectors næbhval
Hectors næbhvalen (Mesoplodon hectori) er en art i familien af næbhvaler i underordenen af tandhvaler. Dyret bliver 4-4,5 m langt og vejer 1-2 t.